# Ectyonopsis ramosa
Ectyonopsis ramosa är en svampdjursart som beskrevs av Carter 1883. Ectyonopsis ramosa ingår i släktet Ectyonopsis och familjen Myxillidae. Inga underarter finns listade i Catalogue of Life.